# Batalha de Catalão
A Batalha de Catalão ocorreu em 4 de janeiro de 1817 às margens do córrego homônimo, entre as forças artiguistas do General Andrés Felipe Latorre e os portugueses da capitânia do Rio Grande do Sul, Marquês Luís Teles da Silva Caminha e Meneses, e o "Contrabandista" José de Abreu, com a vitória deste último.

## Antecedentes
A invasão luso-brasileira começou em meados de 1816. O protetor da Liga Federal, José Gervasio Artigas, contra-atacou nas Missões Orientais, mas foi derrotado em Ibirocaí e Carumbé. No final do ano, o caudilho oriental decidiu acampar na zona fronteiriça do rio Cuareim com um exército de aproximadamente 4 000 combatentes prontos para recomeçar a guerra. Enquanto ele acampava com 600 a 700 milicianos nas colinas do Arapey com um parque e cavalos de reserva em um pasto natural. Ele enviou o major-general Andrés Latorre com cerca de 3 400 homens em direção ao córrego Santa Ana para tomar a ofensiva. Entretanto, em 1º de janeiro de 1817, o Marquês atravessou o Cuareim pelo desfiladeiro do Lajeado, colocando-se na retaguarda de Latorre e interpondo-se entre ele e Artigas, avançando então duas léguas até o ribeirão Catalán, afluente do Cuareim, onde ele se entrincheirou com 2 500 a 2 600 soldados.
Conhecendo a posição do Marquês, Abreu desfilou em marchas forçadas para apoiá-lo. Ele tinha 600 milicianos e 2 peças de artilharia, em 3 de janeiro atacou Artigas, dispersando suas forças. Levaram todos os equipamentos e cavalos que tinham. 80 orientais e 2 portugueses morrem, outros cinco lusitanos ficam feridos. Na noite do dia 3, Latorre iniciou uma marcha forçada sobre o acampamento do marquês. Seu plano era atacá-lo de surpresa por um dos flancos ou pela retaguarda. Na manhã de 4 de janeiro, Latorre apresentou-se diante do acampamento lusitano, seus flancos eram apoiados por sua artilharia e cavalaria. Numerosos lanceiros charrua, minuanes e guaycurúes figuravam em suas fileiras.

## A batalha
As forças artiguistas formaram-se a oeste do acampamento português. Seus adversários estabeleceram sua linha da seguinte maneira: parte da cavalaria da ala esquerda estava a pé e apoiada pelo riacho, estendendo-se para a direita até chegar ao acampamento, onde havia uma bateria de três peças de calibre 6. Ele estava no comando do Brigadeiro Mena Barreto. A ala direita estava do seu lado, começando com outra bateria calibre 3 de duas peças e estendendo-se na frente do acampamento, composta por dois batalhões de infantaria da Legião de São Paulo e do regimento de Dragões. Entre as duas baterias havia outra um pouco mais atrás, composta por quatro obuses. Dois destacamentos de infantaria com alguma cavalaria protegiam os pontos de passagem do Cuareim, na retaguarda do acampamento.
Os artiguistas atacaram a ala direita lusitana com numerosa cavalaria e infantaria para tentar encurralá-la contra a ribeira e cercá-la, ameaçando chegar ao acampamento e atacar pela retaguarda; enquanto sua artilharia e rifles descarregavam seu fogo contra a ala esquerda e o campo inimigo, mas esta ala rejeitou os orientais. Por fim, os artiguistas concentraram-se na ala direita portuguesa e cercaram-na, estando as suas cargas prestes a romper a linha adversária naquele sector e é a direção do General Curado que o impede. O resultado da batalha não foi decidido e Latorre estava perto da vitória.
No entanto, nesse momento as forças de Abreu chegaram e atacaram as forças orientais pela esquerda, sua cavalaria naquele setor para enfrentar a nova ameaça. Foi então que o marquês ordenou que sua infantaria atacasse o rival, que carecia do apoio vital de seus cavaleiros. A cavalaria da esquerda oriental acabou fugindo. Pouco depois, Curado e Mena Barreto atacaram o centro Artiguista e a direita, obrigando-os a recuar. A infantaria artiguista da esquerda, que estava prestes a atacar o acampamento e a retaguarda portuguesa, teve de atravessar a ribeira para uma floresta próxima, onde resistiram ferozmente até serem aniquilados.

## Consequências
Os artiguistas, segundo a lista portuguesa redigida pelo Marquês ao Ministro da Guerra a 7 de Janeiro, sofrem 900 soldados e 20 oficiais mortos, 290 prisioneiros, 1 bandeira, 2 canhões, 7 arcas de guerra, 6 000 cavalos, 600 vacas e um grande número de fuzis, espadas, lanças, montarias, bagagens e munições capturadas. Os Lusitanos têm 78 mortos (5 oficiais) e 146 feridos. o historiador Eduardo Acevedo Díaz, Catalán foi um desastre e o início do fim da carreira política e militar de Artigas, o historiador militar Enrique Patiño sustenta que, embora os portugueses tenham vencido a batalha campal, não foi um desastre, pois Latorre se retirou em relativa ordem com os sobreviventes.
O acampamento do córrego foi levantado no dia 6 de janeiro e deslocado para a esquerda do Cuareim, próximo ao passo do Lajeado, permanecendo ali até o final do mês, quando o Marquês teve que retornar a Porto Alegre. O general Curado fica no comando do exército e no início do mês seguinte atravessa o rio para estabelecer quartéis de inverno. A campanha de 1816 havia terminado.
O palco desta batalha, hoje distinguido por duas estelas de granito, situa-se a cinquenta e seis km da cidade de Artigas (51 km pela Rota 30 e 5 pela estrada local que segue para a esquerda).